# Ебрагімабад (Саве)
Ебрагімабад (перс. ابراهيم اباد) — село в Ірані, у дегестані Баят, у бахші Новбаран, шагрестані Саве остану Марказі. За даними перепису 2006 року, його населення становило 37 осіб, що проживали у складі 11 сімей.

## Клімат
Середня річна температура становить 11,71 °C, середня максимальна – 31,40 °C, а середня мінімальна – -10,89 °C. Середня річна кількість опадів – 271 мм.
| Клімат поселення                              | Клімат поселення | Клімат поселення | Клімат поселення | Клімат поселення | Клімат поселення | Клімат поселення | Клімат поселення | Клімат поселення | Клімат поселення | Клімат поселення | Клімат поселення | Клімат поселення | Клімат поселення |
| Показник                                      | Січ.             | Лют.             | Бер.             | Квіт.            | Трав.            | Черв.            | Лип.             | Серп.            | Вер.             | Жовт.            | Лист.            | Груд.            |                  |
| Середній максимум, °C                         | 5,65             | 7,39             | 12,88            | 18,94            | 23,81            | 29,82            | 31,40            | 31,04            | 26,26            | 19,99            | 13,00            | 7,10             |                  |
| Середня температура, °C                       | −2,62            | −0,89            | 4,63             | 10,67            | 15,55            | 21,55            | 25,22            | 24,85            | 20,06            | 13,80            | 6,82             | 0,91             |                  |
| Середній мінімум, °C                          | −10,89           | −9,16            | −3,65            | 2,40             | 7,28             | 13,28            | 19,02            | 18,66            | 13,87            | 7,61             | 0,63             | −5,28            |                  |
| Норма опадів, мм                              | 37               | 36               | 48               | 39               | 31               | 5                | 1                | 1                | 0                | 12               | 23               | 38               |                  |
| Середньомісячна швидкість вітру, м/с          | 2.03             | 2.54             | 3.16             | 3.32             | 2.70             | 2.61             | 2.66             | 2.54             | 2.28             | 2.22             | 1.79             | 2.06             |                  |
| Середньомісячна сонячна радіація, кДж/м²·день | 8571             | 11520            | 14235            | 17820            | 22016            | 26545            | 25877            | 23708            | 20232            | 14677            | 10552            | 8377             |                  |
| --------------------------------------------- | ---------------- | ---------------- | ---------------- | ---------------- | ---------------- | ---------------- | ---------------- | ---------------- | ---------------- | ---------------- | ---------------- | ---------------- | ---------------- |
| Джерело:                                      |                  |                  |                  |                  |                  |                  |                  |                  |                  |                  |                  |                  |                  |